# Sybra cylindraceoides
Sybra cylindraceoides är en skalbaggsart som beskrevs av Stefan von Breuning 1970. Sybra cylindraceoides ingår i släktet Sybra och familjen långhorningar. Inga underarter finns listade i Catalogue of Life.